# El Zapotillal
El Zapotillal är en ort i Mexiko.   Den ligger i kommunen Petatlán och delstaten Guerrero, i den södra delen av landet, 290 km sydväst om huvudstaden Mexico City. El Zapotillal ligger 325 meter över havet och antalet invånare är 186.
Terrängen runt El Zapotillal är kuperad norrut, men söderut är den bergig. El Zapotillal ligger nere i en dal. Runt El Zapotillal är det glesbefolkat, med 19 invånare per kvadratkilometer. Närmaste större samhälle är Las Mesas, 15,0 km söder om El Zapotillal. I omgivningarna runt El Zapotillal växer i huvudsak städsegrön lövskog.